# Corey Fogelmanis
Corey Shain Fogelmanis (* 13. August 1999 in Thousand Oaks) ist ein amerikanischer Schauspieler. 

## Persönliches
Fogelmanis machte im Juni 2020 öffentlich, dass er sich als queer identifiziert.

## Leben und Karriere
Fogelmanis spielte ab 2012 Episodenrollen im Fernsehen. Ab 2014 spielte er eine langfristige Hauptrolle in drei Staffeln der Jugendserie Das Leben und Riley des Disney Channels, die bis 2017 ging. 2017 spielte er auch in der Miniserie PrankMe mit. 2019 spielte Fogelmanis zwei Rollen im Horror-Genre in dem Film Ma und einer Episode der Anthologieserie Into the Dark. 2023 hatte er wieder eine Hauptrolle in der Jugendserie Ich und die Walter Boys und 2024 seine erste Filmhauptrolle in I Wish You All The Best von Tommy Dorfman, in dem er einen nicht-binären Teenager spielt.

## Filmografie
- 2012: House of Lies (Fernsehserie, 1 Episode)
- 2012: Partners (Fernsehserie, 1 Episode)
- 2014–2017: Das Leben und Riley (Girl Meets World, Fernsehserie, 71 Episoden)
- 2015: Ich war’s nicht (I Didn’t Do It, Fernsehserie, 1 Episode)
- 2016: R.L. Stine – Die Nacht im Geisterhaus (Mostly Ghostly 3: One Night in Doom House)
- 2017: PrankMe (Fernsehserie, 8 Episoden)
- 2018: #SquadGoals
- 2019: Ma
- 2019: Into the Dark (Fernsehserie, 1 Episode)
- 2021: Moxie. Zeit, zurückzuschlagen (Moxie)
- 2022: Criminal Minds (Fernsehserie, 1 Episode)
- 2023: Ich und die Walter Boys (My Life With the Walter Boys, Fernsehserie, 10 Episoden)
- 2024: I Wish You All The Best
- 2024: Carved